# 東方神起 LIVE TOUR 2013 〜TIME〜 FINAL in NISSAN STADIUM
『東方神起 LIVE TOUR 2013 〜TIME〜 FINAL in NISSAN STADIUM』（とうほうしんき ライブ ツアー トゥエンティサーティーン タイム ファイナル イン にっさんスタジアム）は、東方神起の映像作品である。

## 概要
2013年の『東方神起 LIVE TOUR 2013 〜TIME〜』より、ツアーファイナル公演として行なわれた日産スタジアム公演（2日間）から8月18日の公演でのライブ映像を収録
海外アーティスト初の日産スタジアム公演で、2日間で約14万人を動員し、自身最多のライブ動員数となったと同時に、海外アーティストによる最多ライブ動員数も記録した。

## 収録曲

### Disc1
1. Fated
2. ANDROID
3. Superstar
4. I Don't Know
5. STILL
6. Duet
7. One More Thing
8. Y3K
9. Purple Line
10. Humanoids
11. I Know
12. Heart, Mind and Soul
本公演でセットリストに加えられた楽曲[5]。
13. One and Only One
14. Rat Tat Tat
15. T-style
16. Rock with U
17. “O”-正・反・合
18. Survivor
19. Share The World 〜 OCEAN
20. 逢いたくて逢いたくてたまらない
21. Catch Me -If you wanna-

### Disc2
1. Why? (Keep Your Head Down)
2. SCREAM
本公演で初披露となった新曲で、翌月4日に38thシングルとして発売された[5]。
3. SHINE 〜 ウィーアー! 〜 Summer Dream
4. In Our Time
この楽曲では後方の客席にてリストバンド照明を使用した演出が行なわれ、17日の公演では「WE ARE T」、18日の公演では「THANK YOU! TOHOSHINKI」と言う文字が浮かびあがった[5]。
曲の最後のコーラス部分はメンバー2人と観客の合唱[5]。
5. Somebody To Love
本公演で追加された楽曲[5]。
以下、DVDにのみ収録
6. BACKSTAGE DOCUMENTARY
7. END ROLL MOVIE